# Балинский, Джон
Джон (Иван) Балинский (4 июля 1934, Киев, УССР – 1 октября 1983, Эймс, Айова, США) — южноафриканский и американский зоолог украинского происхождения. Сын эмбриолога Бориса Балинского.

## Биография
Родился 4 июля 1934 года в Киеве, в семье профессора Киевского университета Бориса Балинского и научного сотрудника Института биологии АН УССР Екатерины Сингаивской. Назван Иваном в честь рано умершего деда, историка права Ивана Балинского. В октябре 1937 года мать Ивана был арестован и сослан в лагерь ГУЛАГ. Ее освободили только в марте 1939 года. Осенью 1941 года семья Балинских осталась в немецкой оккупации в Харькове, оттуда перебрались в Киев. В марте 1943 года умерла Екатерина Сингаивская, а вскоре Иван вместе с отцом и бабушкой отправились в путешествие в Познань, а оттуда в Марбург и Тюбинген. После войны семья жила в Мюнхене, в 1947-49 году Иван жил без отца, вместе с мачехой и бабушкой, поскольку Борис Балинский работал в Шотландии и не имел возможности забрать семью к себе. В 1949 году семья объединилась и переехала жить в Йоханнесбург в Южной Африке.
Окончил Сент-Джон колледж в Йоханнесбурге в 1951 году. Получил степень бакалавра зоологии и химии с отличием в Витватерсрандском университете в 1955 году и степень доктора философии (Phd. D.) по биохимии в Лондонском университете в 1959 году. Работал доцентом (ассистентом профессора) в Витватерсрандском университете с 1960 по 1964 годы, ассоциированным профессором в 1965-68 годах, лектором в 1969-74 годах, профессор с 1974 до 1976 года. В 1975-76 годах работал приглашенным профессором в Колумбийском университете в Нью-Йорке. С 1976 до смерти был заведующим кафедрой зоологии в университете штата Айова.
Умер в 1983 году.

## Научные исследования
Изучал физиологию амфибий. Исследовал регуляцию адаптации клетки к среде и во время развития. Автор 47 научных работ, включая главу книги «Сравнительная биохимия обмена азота» («Comparative Biochemistry of Nitrogen Metabolism»).
Описал несколько видов иглокожих.

### Описаны виды
- Ophiactis delago JB Balinsky, 1957
- Macrophiothrix mossambica JB Balinsky, 1957
- Amphiura inhacensis JB Balinsky, 1957

## Награды и гранты
- Витватерсрандский совет заморского образования (1956)
- Фонд Нуффилда[англ.] в доминионах (1962)
- Корпорация Карнеги в Нью-Йорке (1967)
- Национальный институт здоровья США (1968)
- Южноафриканская совет научных и промышленных исследований (1975)
- Награда фонда Гарри Оппенгеймера[англ.] (1975)

## Членство в научных организациях
- Американская ассоциация содействия развитию науки
- Биохимическое общество Соединенного королевства[англ.]
- Королевское общество Южной Африки[англ.]
- Физиологическое общество Южной Африки
- Южноафриканское Общество эндокринологии, метаболизма и диабета.

Был заместителем председателя Южноафриканского биохимического общества (1974-75) и председателем Общества экспериментальной биологии Трансвааля (1973-74).